# Tam Nông (huyện Đồng Tháp)
Tam Nông là một huyện cũ thuộc tỉnh Đồng Tháp, Việt Nam.

## Vị trí địa lý
Huyện Tam Nông nằm ở phía bắc của tỉnh Đồng Tháp, nằm cách thành phố Cao Lãnh khoảng 37 km về phía bắc, cách trung tâm Thành phố Hồ Chí Minh khoảng 170 km, có vị trí địa lý:
- Phía đông giáp huyện Tháp Mười và huyện Tân Hưng, tỉnh Long An
- Phía tây giáp huyện Hồng Ngự
- Phía nam giáp huyện Thanh Bình và huyện Cao Lãnh
- Phía bắc giáp thành phố Hồng Ngự và huyện Tân Hồng.

Huyện có diện tích 459 km², dân số năm 2019 là 99.995 người, mật độ dân số đạt 218 người/km².

## Lịch sử
Sau ngày 30 tháng 4 năm 1975, huyện Tam Nông thuộc tỉnh Đồng Tháp, gồm 13 xã: An Long, An Phong, Bình Thành, Phú Cường, Phú Đức, Phú Hiệp, Phú Thành, Tân Công Sính, Tân Huề, Tân Long, Tân Phú, Tân Quới, Tân Thạnh.
Quyết định số 11-HĐBT ngày 19 tháng 2 năm 1983 của Hội đồng Bộ trưởng:
1. Chia xã Tân Phú thành hai xã lấy tên là xã Tân Phú và xã Tân Mỹ
2. Chia xã Tân Thạnh thành hai xã lấy tên là xã Tân Thạnh và xã Phú Lợi
3. Chia xã Tân Huề thành hai xã lấy tên là xã Tân Huề và xã Tân Hòa
4. Chia xã Phú Thành thành hai xã lấy tên là xã Phú Thành và xã Phú Thọ
5. Chia xã An Long thành ba xã lấy tên là xã An Long, xã An Hòa và xã Phú Ninh.

Đến thời điểm năm 1983, huyện Tam Nông có 19 xã: An Hòa, An Long, An Phong, Bình Thành, Phú Cường, Phú Đức, Phú Hiệp, Phú Lợi, Phú Ninh, Phú Thành, Phú Thọ, Tân Công Sính, Tân Hòa, Tân Huề, Tân Long, Tân Mỹ, Tân Phú, Tân Quới, Tân Thạnh.
Quyết định số 13-HĐBT ngày 23 tháng 2 năm 1983 của Hội đồng Bộ trưởng:
1. Chia huyện Tam Nông thành hai huyện lấy tên là huyện Tam Nông và huyện Thanh Bình
2. Huyện Thanh Bình gồm có các xã An Phong, Bình Thành, Phú Lợi, Tân Hòa, Tân Huề, Tân Long, Tân Mỹ, Tân Phú, Tân Quới, Tân Thạnh. Trụ sở huyện đóng tại xã Tân Phú
3. Huyện Tam Nông gồm có các xã An Hòa, An Long, Phú Cường, Phú Đức, Phú Hiệp, Phú Ninh, Phú Thành, Phú Thọ, Tân Công Sính. Trụ sở huyện đóng tại xã Phú Hiệp
4. Chia xã Phú Thành thành hai xã lấy tên xã Phú Thành A và xã Phú Thành B
5. Địa giới của huyện Tam Nông ở phía bắc giáp huyện Hồng Ngự, phía nam giáp huyện Thanh Bình, phía đông giáp huyện Tháp Mười, phía tây giáp sông Tiền Giang.

Năm 1994, tách một phần diện tích và dân số của xã Tân Công Sính để thành lập thị trấn Tràm Chim, thị trấn huyện lỵ huyện Tam Nông.
Nghị định số 100/1997/NĐ-CP ngày 23 tháng 9 năm 1997 của Chính phủ:
1. Thành lập xã Hòa Bình trên cơ sở 2.197,4 ha diện tích tự nhiên và 2.598 nhân khẩu của xã Tân Công Sính; 694,8 ha diện tích tự nhiên và 31 nhân dân của xã Phú Cường
2. Xã Hòa Bình có 2.892,2 ha diện tích tự nhiên và 2.629 nhân khẩu
3. Xã Tân Công Sính còn lại 7.331,69 ha diện tích tự nhiên và 3.475 nhân khẩu
4. Xã Phú Cường còn lại 5.506,17 ha diện tích tự nhiên và 6.215 nhân khẩu.

## Hành chính
Huyện Tam Nông có 12 đơn vị hành chính cấp xã trực thuộc, bao gồm thị trấn Tràm Chim (huyện lỵ) và 11 xã: An Hòa, An Long, Hòa Bình, Phú Cường, Phú Đức, Phú Hiệp, Phú Ninh, Phú Thành A, Phú Thành B, Phú Thọ, Tân Công Sính.
Ngoài các đơn vị hành chính chính thức, ở huyện Tam Nông vẫn còn phổ biến các tên gọi không chính thức như: Khu 1 (An Long, An Hòa, Phú Ninh), Khu 2 (Phú Thành A, Phú Thành B), Khu 3 (Phú Thọ), Khu 4 (thị trấn Tràm Chim), Khu 5-6 (Phú Cường), Khu 7-8-9 (Phú Đức), Khu 10-11-12 (Phú Hiệp).
| Đơn vị hành chính cấp xã  | Thị trấn Tràm Chim | Xã An Hòa | Xã An Long | Xã Hòa Bình | Xã Phú Cường | Xã Phú Đức | Xã Phú Hiệp | Xã Phú Ninh | Xã Phú Thành A | Xã Phú Thành B | Xã Phú Thọ | Xã Tân Công Sính |
| ------------------------- | ------------------ | --------- | ---------- | ----------- | ------------ | ---------- | ----------- | ----------- | -------------- | -------------- | ---------- | ---------------- |
| Diện tích (km²)           |                    |           |            |             |              |            |             |             |                |                |            |                  |
| Dân số (người)            |                    |           |            |             |              |            |             |             |                |                |            |                  |
| Mật độ dân số (người/km²) |                    |           |            |             |              |            |             |             |                |                |            |                  |
| Số đơn vị hành chính      |                    |           |            |             |              |            |             |             |                |                |            |                  |

## Kinh tế - xã hội

### Kinh tế
Kinh tế của huyện chủ yếu tập trung vào phát triển nông nghiệp.
Trong nông nghiệp, thế mạnh là cây lúa (diện tích trồng lúa đạt 60.000ha năm 2007), thường thu hoạch được 2 mùa vụ.
Tỉnh Đồng Tháp là 1 tỉnh thấp trũng, thường bị ngập lũ. Huyện Tam Nông lại là huyện thấp trũng nhất trong tỉnh Đồng Tháp. Do đó nơi đây hằng năm phải gánh chịu bị ngập lũ, đồng ruộng không thể canh tác được. Thay vào đó, người dân tận dụng nước lũ để đánh bắt và nuôi trồng thủy sản.
Nuôi trồng thủy sản hiện nay có Tôm càng xanh (1000ha năm 2011), nuôi cá Lóc (600ha năm 2011), cá Tra (150ha). Sản lượng thủy sản đạt 40.000 tấn/năm.
Công nghiệp còn chưa phát triển, chủ yếu là tiểu thủ công nghiệp: chế biến thủy sản, vật liệu xây dựng, xay xát, chế biến gỗ, hàng tiêu dùng,...
Phát triển nhất chính là vùng tam giác Đại Đồng gồm 3 xã Phú Ninh, An Long và An Hoà. Cùng với huyện lỵ thị trấn Tràm Chim.

### Xã hội

#### Giáo dục
Hệ thống giáo dục từ mầm non đến phổ thông liên tục được mở rộng về quy mô và nâng cao chất lượng. Năm 2007 - 2008, có 20.065 học sinh/101.788 dân với 58 trường từ Mầm non, mẫu giáo đến Trung học phổ thông, 647 phòng học và hơn 1.300 giáo viên. Tỷ lệ trẻ em trong độ tuổi đến trường cao, tỷ lệ học sinh bỏ học giảm, số học sinh khá, giỏi tăng dần. Hằng năm có từ 96 - 98% học sinh được xét công nhận hoàn thành chương trình tiểu học, 97% - 98% học sinh được công nhận tốt nghiệp Trung học cơ sở và 70 - 71% học sinh tốt nghiệp trung học phổ thông; huyện đã đạt và duy trì tốt chuẩn quốc gia về phổ cập giáo dục Tiểu học, đúng độ tuổi và chuẩn quốc gia về phổ cập giáo dục bậc Trung học cơ sở.

## Giao thông
Giao thông bộ còn trong quá trình hình thành.
Giao thông thủy thuận lợi do có nhiều kênh rạch, nhưng chưa được khai thác đúng với tiềm năng.